# Mezzocammino

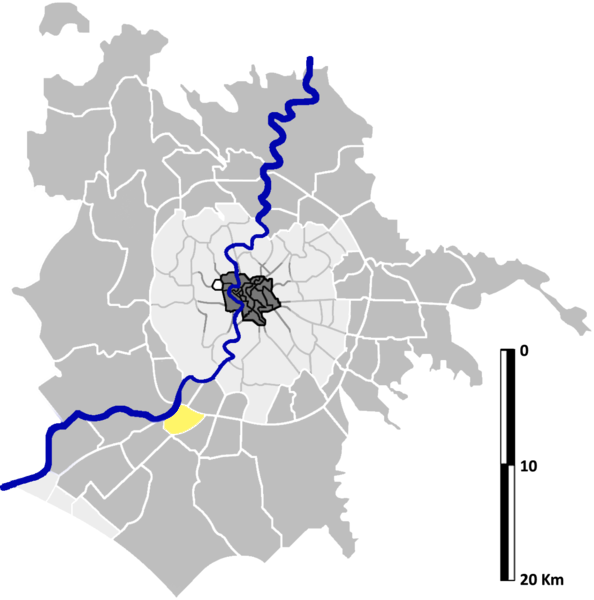
Localisation de Mezzocammino sur la carte administrative de Rome.

Mezzocammino est une zona di Roma (zone de Rome) située au sud-ouest de Rome dans l'Agro Romano en Italie. Elle est désignée dans la nomenclature administrative par Z.XXXI et fait partie du Municipio IX. Sa population est de 7 847 habitants répartis sur une superficie de 5,12 km2.
Il forme également une « zone urbanistique » désigné par le code 12.f, qui compte en 2010 : 8 894 habitants.

## Géographie
Sur cette zone existe également la frazione de Vitinia.

## Histoire
Mezzocammino tient son nom de sa situation géographique à mi-chemin sur le Tibre entre le port d'Ostie et le port Ripa Grande de Rome. Les chalands s'y arrêtaient pour y passer la nuit lors du voyage qui durait deux jours.